# 平岡直子
平岡 直子（ひらおか なおこ、1984年8月 - ）は、日本の歌人。
結社には所属せず、同人誌『町』や『率』での活動を経て、『外出』同人。2012年、第23回歌壇賞を受賞。川柳も創作している。東京都小平市在住。2023年より現代短歌社賞。の選考委員を務める。

## 経歴
神奈川県生まれ、長野県出身。
2006年、インターカレッジ・サークルの早稲田大学短歌会に入会し、作歌を始める。2009年、早稲田短歌会と京都大学短歌会の出身者6名で短歌同人誌『町』を創刊し、2011年まで活動した。その後2012年に同人誌『率』の創刊メンバーとなり、2017年の終刊まで11号を発行した。
2011年、連作「月とカレンダー」30首にて、第22回歌壇賞次席となる。翌2012年、同「光と、ひかりの届く先」30首にて、第23回歌壇賞を受賞した。
2013年から、我妻俊樹とのユニット「馬とひまわり」（ 後に「ウマとヒマワリ」に改称）として不定期でネットプリントを発行している。
2019年、内山晶太、染野太朗、花山周子と4名で同人誌『外出』を創刊する。2021年、第一歌集『みじかい髪も長い髪も炎』を上梓。同書にて第66回現代歌人協会賞を受賞した。
また2014年、現代川柳に触れたことを契機に翌年から実作を始める。瀬戸夏子と川柳の同人誌『SH』を発行している。
代表歌に
「三越のライオン見つけられなくて悲しいだった　悲しいだった」
「海沿いできみと花火を待ちながら生き延び方について話した」
などがある。
NHK文化センターにて短歌講座「短歌の夜間飛行」、同オンライン講座「本日歌会日和」講師を務めている。

## 著作

### 単著
- 第一歌集『みじかい髪も長い髪も炎』本阿弥書店、2021年。ISBN　978-4-7768-1541-9
- 川柳句集『Ladies and』左右社、2022年。ISBN　978-4-86528-086-9
- 『起きられない朝のための短歌入門』（我妻俊樹との共著）書肆侃侃房、2023年。ISBN　978-4-86385-583-0

### アンソロジー
- 『桜前線開架宣言：Born after 1970 現代短歌日本代表』山田航編著、左右社、2015年。ISBN 978-4-86528-133-0